# Ганс Лінгнер
Ганс Лінгнер (нім. Hans Lingner; 27 лютого 1915 — 10 січня 1945) — німецький офіцер, штандартенфюрер СС. Кавалер Німецького хреста в золоті.

## Біографія
30 травня 1934 року вступив у СС (посвідчення №198 370) і частини посилення СС. Закінчив юнкерське училище СС в Брауншвейгу (1936). З 1 липня 1936 року — командир взводу і ад'ютант 1-го штурмбанну штандарту СС «Германія», з 1 травня 1938 року — ад'ютант, з 1 квітня 1940 року — командир роти 3-го штурмбанну штандарту СС «Фюрер». Учасник Французької кампанії. З 16 липня 1940 року — ад'ютант полку СС «Фюрер». Учасник Німецько-радянської війни. З 3 вересня 1941 року — командир 3-го батальйону свого полку. В січні-квітні 1942 року виконував обов'язки 1-го офіцеру Генштабу бойової групи дивізії СС «Дас Райх». У вересні 1942 року відряджений в штаб Танкового корпусу СС, а в листопаді відправлений на навчання у Військову академію. З 20 лютого 1943 року — 1-й офіцер Генштабу в штабі 10-ї моторизованої дивізії СС. З 15 листопада 1944 року — командир 17-ї танково-гренадерської дивізії СС «Гьотц фон Берліхінген». Зник безвісти.

## Звання
- Оберштурмфюрер СС (30 січня 1939)
- Гауптштурмфюрер СС (13 травня 1940)
- Штурмбаннфюрер СС (20 квітня 1943)
- Оберштурмбаннфюрер СС (21 червня 1944)
- Штандартенфюрер СС (30 листопада 1944)

## Нагороди
- Німецька імперська відзнака за фізичну підготовку в бронзі
- Німецький кінний знак в бронзі
- Спортивний знак СА в бронзі
- Йольський свічник
- Почесна шпага рейхсфюрера СС
- Залізний хрест 2-го і 1-го класу
- Штурмовий піхотний знак в бронзі
- Німецький хрест в золоті (2 лютого 1942)